# Верица Бараћ
Верица Бараћ (Чачак, 14. јул 1955 − Београд, 19. март 2012) је била југословенска и српска правница. Од маја 2003. до смрти у марту 2012. године, била је председница Савета за борбу против корупције Владе Републике Србије.

## Биографија
Рођена је 14. јула 1955. године у Чачку, где је завршила основну и средњу школу. Дипломирала је 1980. године на Правном факултету Универзитета у Београду и потом положила правосудни испит.
Најпре је радила у Пољопривредном комбинату Београд (ПКБ), а касније прелази на место правника у општинском комитету за урбанизам Града Чачка. Од 1997. до 2000. године, била је и градски правобранилац.
За време НАТО агресије на СР Југославију 1999. године, предводила је антиратне и опозиционе протесте против Слободана Милошевића, а бића је лидер Грађанског парламента Чачка и Грађанског парламента Србије. Након 5. октобра 2000. године, смењена је са места правобраниоца, те постала повереним канцеларије Г17+ у Чачку.
Влада Републике Србије ју је 23. маја 2003. године изабрала за председницу Савета за борбу против корупције. Под њеним председавањем, Савет је упутио Влади преко 70 извештаја, иницијатива, анализа и предлога. Истакла се завидном храброшћу у обављању позива, будући да је била спремна да у истрагама сумњивих приватизација јавних предузећа и другим корупцијским радњама, именима означи виновнике, међу којима су били највиши носиоци власти и високи функционери тада владајуће Демократске странке. Тако је јавно оптужила Срђана Шапера и Драгана Ђиласа, блиске сараднике председника Републике Бориса Тадића, да су успоставили контролу над медијима.
Преминула је 19. марта 2012. године у Београду, након дуге и тешке болести од које је боловала 16 година.

## Награде и признања
- Повеља за грађанску храброст "Драгољуб Стошић", Унија синдиката и Кућа правде Стразбур (2008);
- Освајање слободе, Фонд Маја Маршићевић Тасић (2010);
- Витез позива (2011).

## Књиге
- Правац промена, Грађански парламент Србије, 2000;
- Корупција, власт и држава - полазишта и резултати Савета за борбу против корупције (2001-2004), 2004;
- Корупција, власт и држава, други део, 2005;
- Корупција, власт и држава, трећи део, 2011.